# Das schlafende Heer

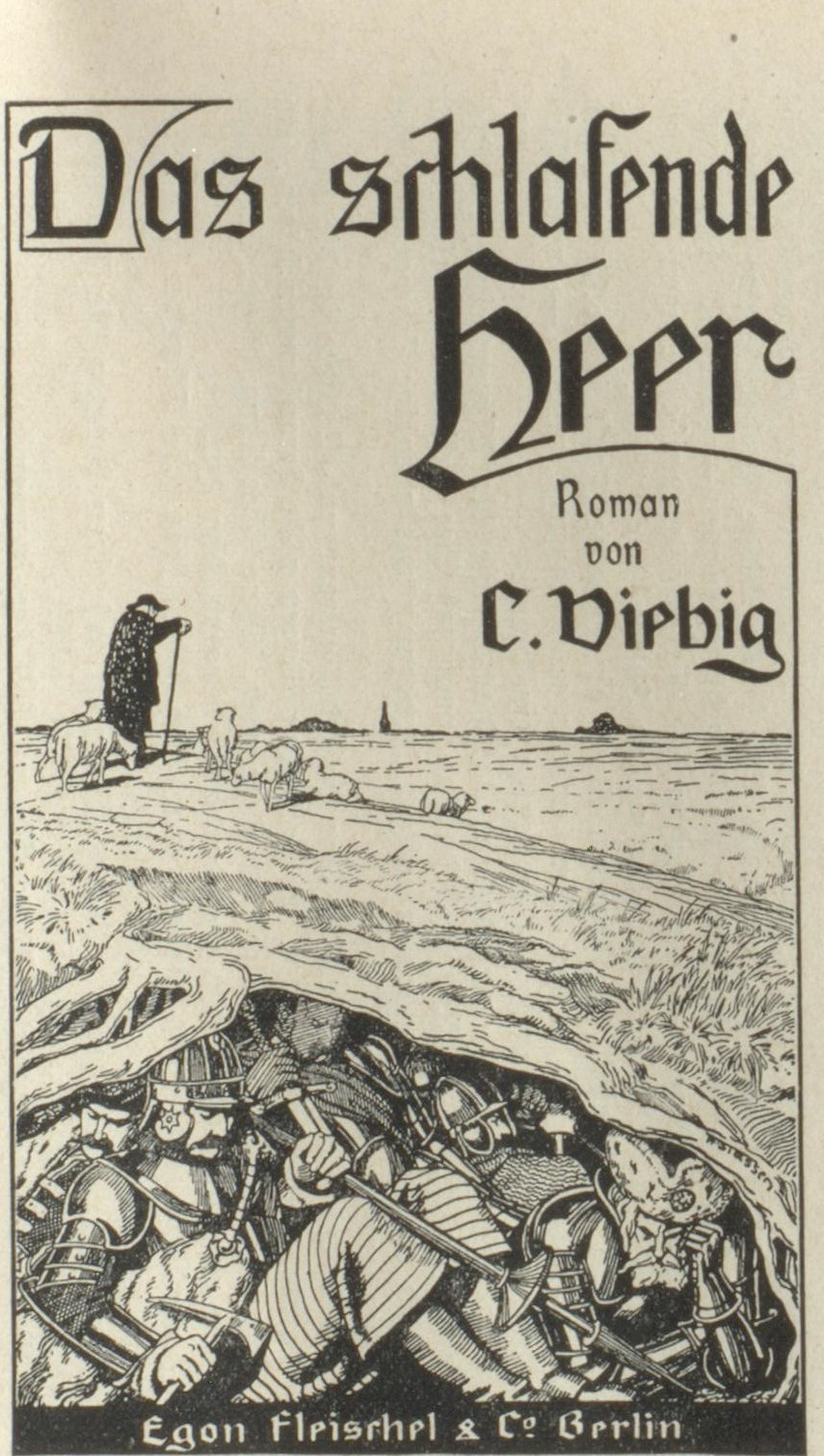
Das schlafende Heer, Titelblatt

Das schlafende Heer ist ein Roman von Clara Viebig von 1904. Er beschreibt das Zusammenleben von Deutschen und Polen in der Provinz Posen und war eines der meistgelesenen Bücher des Erscheinungsjahres.

## Inhalt
Es wird das Leben in dem Dorf in der Provinz Posen beschrieben. Der Rheinländer Peter Bräuer war mit seiner Familie hierher gezogen, um einen Hof zu bewirtschaften.
Dargestellt werden verschiedene Ereignisse sowie Personen, vor allem Polen, darunter ein Lehrer, zwei Priester, eine Adelsfamilie und die Dorfbewohner. Der alte Schäfer Kuba Dudek wird als Prototyp eines deutschkritischen Polen beschrieben, der eine baldige Wiederherstellung des polnischen Staates herbeisehnt. Der Neuankömmling Peter Bräuer verlässt nach drei Jahren nach mehreren unangenehmen Erlebnissen auch mit den deutschen Bewohnern entnervt wieder das Dorf.
Der Roman ist im naturalistischen Stil geschrieben, das heißt, Landschaften, Personen und Ereignisse werden detailliert, fast fotografisch, dargestellt. Die Rheinländer sprechen in ihrem Heimatdialekt, die Polen in einem fehlerhaften und verkürzten Deutsch (das oft künstlich und konstruiert wirkt). Es fehlen emotionale und lyrische Passagen, wodurch der Roman sehr trocken wirkt.
Die polnische Bevölkerung wird häufig mit unangenehm wirkenden Handlungen, wie häufigem Alkoholkonsum und nachlässigem Verhalten, beschrieben, ohne dass dahinter eine nationalistische Absicht der Autorin steckte. (Auch die Deutschen sind in ihrem Verhalten nicht immer sympathisch.)

## Historische Hintergründe
Die preußische Provinz Posen wurde 1772 aus dem bisherigen Gebiet Großpolen nach der polnischen Teilung gebildet. Die Bevölkerung blieb größtenteils polnisch, es gab dazu einige deutsche Verwaltungsbeamte in den Städten und einige angeworbene deutsche Siedler in den Dörfern. Ende des 19. Jahrhunderts vermehrte sich der Wegzug von Deutschen aus diesem Gebiet, vor allem auf Grund der ablehnenden Haltung der polnischen Bevölkerung ihnen gegenüber. Dieses wurde auch von der preußischen Politik als Problem angesehen.
Der Stoff rührt aus der in der Provinz Posen verbreiteten Sage von einem schlafenden Heer der Königin Jadwiga, das eines Tages wiederkommen wird, um Polen zu befreien.

„In den Bergen von Moschin soll ein großes Polenheer – man spricht von 300.000 Mann – mit seiner Königin Jadwiga liegen. (...) Wenn ihre Zeit gekommen ist, werden sie hervorbrechen und unter der Anführung ihrer Königin Polen befreien.“

 Dieses Bild wurde von Clara Viebig als Titel ihres Romans gewählt, als Sinnbild für das große Wutpotential in der polnischen Bevölkerung gegenüber der deutschen Herrschaft. Es wurde auch auf dem Titelblatt des Buches dargestellt.

## Werkgeschichte
Clara Viebig hatte mehrere Erfolgsromane veröffentlicht, Das Weiberdorf (1899), Das tägliche Brot (1900), Die Wacht am Rhein (1902), von denen der letzte das Zusammenleben von Rheinländern und Preußen im Rheinland nach der preußischen Annexion schilderte. Sie verbrachte die Sommermonate in dieser Zeit oft in der Provinz Posen bei Verwandten, wo ihr Vater in seiner Jugend lange gelebt hatte. Dabei beobachtete sie das Leben in diesem Gebiet.
1904 erschien Das schlafende Heer, zunächst in der Familienzeitschrift Über Land und Meer als Fortsetzungsroman und dann im Verlag von Egon Fleischel & Co. in Berlin.
Es war im Erscheinungsjahr eines der beiden meistgelesenen Bücher in Deutschland und wurde auch in den folgenden Jahren viel nachgefragt.
1930 wurde das 45. und 46. Tausend  herausgegeben. 1940 gab es die vorerst letzte Neuauflage in einem anderen Verlag. In dieser Zeit war nach dem deutschen Überfall auf den jungen polnischen Staat wieder eine ähnliche Situation wie in dem Buch entstanden.
2017 und 2023 gab es die ersten jüngeren Neuauflagen des Buches.
Es erschienen Übersetzungen ins Englische, Niederländische, Schwedische, Finnische und Italienische, aber nicht ins Polnische.

## Rezeption
Der Roman Das schlafende Heer wurde in zeitgenössischen deutschen Rezensionen sehr positiv bewertet. Er sei das erste literarisch anspruchsvolle Werk, das die schwierigen Verhältnisse und nationalen Spannungen in der Provinz Posen treffend und sachkundig beschreibe. Gelobt wurde es sowohl von liberalen als auch von deutschnationalen Rezensenten, denn jeder finde dort seine Positionen wieder, und ihre eigene Einstellung zu diesem Themenkomplex sei gar nicht so einfach zu erkennen.

„Es ist kein herzerquickendes Kunstwerk, keine ergreifende Dichtung (...) aber es ist ein Zeitbild von ungemeinem, wenn auch wieder rein stofflichem Interesse, es ist eine Wiedergabe der augenblicklichen  Posenschen Verhältnisse mit einer virtuosen  Wiedergabetechnik.“

Von späteren polnischen Rezensentinnen gab es einerseits ebenfalls Lob für die vielen genauen und neutralen Beschreibungen polnischen Lebens in der Provinz Posen.
Andererseits wurde aber kritisiert, dass das Gesamtbild der polnischen Bevölkerung doch recht negativ sei, dass es viele stereotype Darstellungen von Personen gäbe und dass innere Prozesse zu wenig dargestellt würden. Das Buch wurde nie in das Polnische übersetzt.

## Ausgaben (Auswahl)
Deutsche Ausgaben
- Über Land und Meer, 1904, Nr. 16 und weitere Digitalisate, Fortsetzungsroman
- Egon Fleischel & Co., Berlin 1904, erste Buchausgabe
- Egon Fleischel & Co., Berlin, 1904, 9. Auflage
- Egon Fleischel & Co., Berlin, 1911, 28.Auflage
- Egon Fleischel & Co., Berlin 1920, 34. Auflage (à 1200?  Exemplare), letzte feststellbare Auflage in diesem Verlag
- Deutsche Verlags-Anstalt, Stuttgart 1922, 40.–42. Tausend; Nachfolgeverlag
- Deutsche Verlags-Anstalt, Stuttgart, 1930, 46. Tausend, letzte feststellbare Auflage in diesem Verlag[10]
- Knaur, Berlin [1933], (bis 1939)
- Franke, Berlin [1940], vorerst letzte Ausgabe[11]
- Saga Egmont, Kopenhagen, 2017, erste  feststellbare neuere Ausgabe[12]
- Rhein-Mosel-Verlag, Zell/Mosel, 2023, (Verlag mit vielen Werken von Clara Viebig)[13]